# Policja (powieść)
Policja (norw. Politi) – powieść kryminalna norweskiego pisarza Jo Nesbø, opublikowana w 2013 r. Pierwsze polskie wydanie ukazało się w tym samym roku nakładem Wydawnictwa Dolnośląskiego, w tłumaczeniu Iwony Zimnickiej.